# Persona 4
A Persona 4 vagy, más néven Shin Megami Tensei: Persona 4 egy szerepjáték; időrendi sorrendben a Persona-sorozat sorozat ötödik játéka, melyet az Atlus fejlesztett és adott ki a Sony PlayStation 2 videójáték-konzoljára. A Persona 4 2008 júliusában jelent meg Japánban, 2008 decemberében Észak-Amerikában és 2009 márciusában Európában. A sorozat korábbi tagjaiban alkalmazott holdfázis-rendszert egy időjárás-előrejelző rendszer váltotta, amelyben a ködös napokon történnek a kulcsfontosságú események.
A sorozat korábbi játékaiból ismert nagyvárosi helyszínekkel szemben a Persona 4 egy kitalált japán vidéki tájon játszódik, és közvetetten kapcsolódik mind a Shin Megami Tensei: Persona 3-hoz (a játékmenet, a történet és az összkép tekintetében), mind a Persona 2-höz (az árnyék ének és az azokkal való szembesülés a personák tudatára ébresztése érdekében). A játékos által elnevezett főszereplő egy középiskolás diák, aki egy évre vidékre költözött a nagyvárosból. Egyéves ott-tartózkodása során rejtélyes gyilkosságok felderítésébe bonyolódik, miközben kiaknázza a persona-idéző képességeit.
A játék megjelenését Japánban számos, annak világához kapcsolódó ajándéktárgy, köztük a szereplők ruházatának és egyéb kisebb kiegészítők megjelenése kísérte. A játék észak-amerikai kiadása egy a játék zenéit tartalmazó válogatáslemezzel jelent meg, melyet ez alkalommal – ellentétben a Persona 3-mal – az európai változat is tartalmaz. A játék zenéjét Meguro Sódzsi szerezte, aki Hirata Sihokót kérte fel a nyitófőcím-dal, a Pursuing My True Self feléneklésére. A játékot pozitívan fogadták a kritikusok, és azt az Atlus tovább népszerűsítette olyan médiumok, mint egy manga és egy anime adaptáció személyében, melyeket egy feljavított remake és egy verekedős játék spin-off fog követni.

## Játékmenet
Az elődjéhez, a Shin Megami Tensei: Persona 3-hoz hasonlóan a Persona 4 játékmenete is a hagyományos szerepjátékok és a szimulációs játékok elemei között váltogat. A Persona 4 főhőse egy tizenéves fiú, akit a játékos nevez el és irányítja cselekedeteit. A játék egy hagyományos japán iskolai évet ölel át. A történet előrehaladására kulcsfontosságú eseményeken kívül a főhős iskolába jár, kapcsolatba léphet a többi tanulóval és szereplővel, részmunkaidős állást vállalhat a pénz fejében, de ezeken kívül még számos egyéb tevékenységben is részt vehet. A játékos mindezeken felül beléphet a „TV Világ”-ba, ahol a játék dungeon-crawling elemei történnek. A Persona 4-ben minden nap több időszakra, mint például az iskola után vagy az este, van felosztva. Bizonyos tevékenységeket csak meghatározott napszakban lehet elvégezni, de némelyek elérhetősége ezen felül függ attól, hogy milyen nap van vagy, hogy milyen az időjárás.
Azzal hogy a főhős időt szán az emberekre úgynevezett „szociális kötelék”-eket alkot, amelyek a főhős által a játék folyamán kötött barátságokat ábrázolja, s mindegyiket a Nagy Arkánum egyik lapja jelképez. Amikor egy kötelék létre jön, akkor az az „1. szint”-en áll, melyet a főhős az idő előrehaladtával növelhet, ha több időt szentel arra a személyre. A kötelékek különböző bónuszokkal kecsegtetnek a játékos részére új persona létrehozásakor a bársonyszobában. A barátságok a főhős öt főbb tulajdonságára: a felfogóképességére, a szorgalmára, a bátorságára, a tudására és a kifejező képességére is hatással lehet, melyeket különböző tevékenységekkel, mint például részmunkaidős állások vállalásával vagy sportcsapatokban való szerepléssel lehet növelni. Ezen tulajdonságok pedig a főhős mindennapi tevékenységeire lehetnek hatással.
A Persona 4 történéseit a szereplők eltűnése a való világból, majd a TV Világbéli feltűnésük hajtja előre, melyet az „éjféli csatornán” lehet nyomon követni. Az egyhetes időjárás-előrejelzés jelzi, hogy a játékosnak mennyi ideje maradt hátra az eltűnt személyek megmentésére, melyben a ködös napok jelölik a mentőakció határidejét. A játéknak vége, ha a játékos nem tudja időben visszahozni az embereket, ilyenkor a játék felajánlja azt, hogy a köd megjelenése előtt hétre tekeri vissza az időt. A TV Világban a játékos a véletlenszerűen generált, ám mindig az elrabolt áldozat személyiségére jellemző témákat felvonultató útvesztőket barangolhat be. Az útvesztők emeletekre vannak lebontva, mindegyiken vannak árnyékok: ellenségek, melyekkel a főhős és barátai megküzdhetnek, de ezek mellett tartalmaznak kincsesládákat is, melyekben felszerelések és egyéb tárgyak bújnak meg.

## Harcrendszer

Egy átlagos csatajelenet a Persona 4-ben. Bizonyos tettek, mint például egy sikeres támadás egy szövegdobozt eredményezhet a képernyő tetején. A játékos a képernyő bal oldalán látható dobozból választhatja ki következő lépését, a szereplők portréi a jobb oldalon az életüket és varázspontjaikat hivatott jelképezni.

A TV Világban a játékosnak meg kell küzdenie az árnyékokkal, ahogy halad az útvesztő legutolsó emeletére, ahol az elveszett személy található. A játék harciképernyőre vált, amint a játékos érintkezésbe lép egy árnyékkal, a játékos megkaphatja a kezdőcsapás lehetőségét, ha úgy ütötte meg fegyverével az ellenfelet, hogy az nem vette észre. A játék harcrendszere körökre osztott, több hasonlóságot mutat a több Sin megami tenszei játékban is használt Press Turn rendszerrel. Minden szereplő képes egy egyszerű támadás véghezvitelére, speciális képességek vagy tárgyak használatára. A játékosnak lehetősége van, hogy közvetlenül irányítsa a csapattagjait vagy használhatja a „taktikák” menüpontot, hogy meghatározza, hogy a mesterséges intelligencia, milyen stílus szerint irányítsa társait.
A támadó képességek mind egy bizonyos típusú sérülést okoznak, mint például a „fizikai”, a „szél” vagy a „mindenható”. Az ellenfelek gyengék lehetnek bizonyos típusú támadásokkal szemben, ezek kihasználásával ki lesznek ütve egy kör erejéig, a támadónak pedig lehetősége nyílik egy újabb cselekedetet végrehajtani. Ha egy csatában az összes ellenfél egyszerre a földre kerül, akkor a játékos elindíthatja az úgynevezett „teljes erővel csapás”-t, egy erőteljes támadásformát, amely során a játékos csapatának tagjai egyszerre rontanak rá a földhöz szegezett ellenfelekre, elpusztítva a gyengébbeket és jelentős sérülést okozva az erősebbeknek. A megnyert harcok végén a játékos tapasztalatot és tárgyakat kaphat, valamint új personát is választhat, hogy azt később megidézze a harcok folyamán.

### Personák
Minden egyes csapattagnak van personája, amit a harcok során segítségül hívhat, s mindegyik ilyen egyedik képességekkel és meghatározott erősségekkel és gyengepontokkal rendelkezik. A personák a viselőjükhöz hasonlóan tapasztalatot szereznek a harcok során, majd új képességekre tesznek szert, ahogy szintet lépnek. A csapattagok personái egy erősebb alakot vesznek fel miután a játékos teljesíti az adott szereplőre vonatkozó történetszálat. A főhős abban az értelemben egyedi, hogy több persona viselésére képes és ezek közül a csaták alatt váltogathat is, ezzel biztosítva a játékos számára egy sor új képességet. A harcokon kívül a játékos beléphet a bársonyszobába, ahol új personákat szerezhet. Kettő vagy több persona kombinálásával egy újat hozhat létre, amely örökölni fogja a létrehozásához használt personák egyes harci képességeit. Minden egyes persona a Nagy Arkánum egyik lapja alá van besorolva. Ha a játékos olyan akránumú personákat kombinál, amelyeknek már létrehozta a szociális köteléket, akkor az új persona különböző bónuszokban részesülhet. A bónusz nagysága az adott szociális kötelék szintjétől függ.

## Történet
A Persona 4 egy japán kisvárosban, Inabában játszódik. Inabát átszeli egy folyó (Samegawa), van egy középiskolája (Yasogami) és bevásárlónegyede is (Central Shopping District). Az iskolában a diákok a titokzatos „Midnight Channel”-ről beszélnek. A Midnight Channel akkor jön elő, ha egy esős éjszaka belenéznek a (kikapcsolt) televízióba, és ekkor megláthatják a „lélek társukat”. A főszereplőnek van egy speciális képessége, az, hogy be tudjon menni és be tudjon vinni a TV-be embereket (de csak azokba a televíziókba, amiknek a kijelzője elég nagy). Minden TV máshova vezet. A TV világ időjárása az ellentéte annak, ami Inabában van. Ha a köd feljön Inabába, akkor a „Shadowok” erősebbek és agresszívabbak lesznek a TV világban ezzel megölve a TV-be bedobott személyt.

## Szereplők
Főszereplő

A játékban nincs neki megadva a neve, ezt a játékos döntheti el. A mangában Souji Seta (瀬多 総司; magyaros átírással Szeta Szoudzsi), az animébe pedig Narukami Yu (鳴上 悠; magyaros átírással Yu Narukami) a neve. A játék legelején egy limuzinban találja magát vele szemben egy öregemberrel (Igor) és egy nővel (Margaret). Igor elmondja, hogy hosszú és bonyodalmas jövője lesz. Ekkor felébred és rájön, hogy csak álmodott. A vonat amin utazott hamarosan megérkezik Yasoinabába ahol le fog szállni. A nagybátyjával Ryotaro Dojimával és annak lányával Nanakoval fog lakni. Este újabb furcsa álma van ahol sűrű ködben harcol valaki ellen. Chietől hall a Midnight Channelről és rájön, hogy be tud „menni” a televíziókba. A városban megölnek egy hírbemondó nőt. A Yasogami Középiskolában megismerkedik Yosukável, Chievel és Yukikoval. Miután az iskolájukból is megölnek egy lányt elhatározza barátaival, hogy utánajárnak mi történik a városban.
- Japán hangja: Namikava Daiszuke[15][16]
- Angol hangja: Johnny Yong Bosch

Hanamura Yosuke (花村 陽介; magyaros átírással Hanamura Joszuke)

Yosuke a szerelme halála (Saki) után akarja kideríteni ki volt a gyilkosa. A városban szinte mindenki utálja mert a szülei tulajdonában van a Junes ami szinte az összes boltot tönkre tesz. A TV világban bemennek Saki szüleinek a boltjába ahol kiderül, hogy Saki is utálta őt. Ekkor jön elő Yosuke Shadowja, de ezt a Főszereplő legyőzi.
Ekkor kapja meg Personáját Jiraiyát.
- Születési ideje: 1994. június 22.
- Japán hangja: Morikubo Sótaro[16]
- Angol hangja: Yuri Lowenthal

Satonaka Chie (里中 千枝; magyaros átírással Szatonaka Csie)

Szereti a kungfu filmeket és a harcokban is ezzel harcol. Azért tanulja a kungfut, hogy meg tudja védeni Yukikót. Gyakran megveri Yosukét.
Miután Teddie rájött hol lehet Yukikot Chie előrerohant a kastélyba. A második emeleten azonban előjött a Shadowja, de a Főszereplő és Yosuke legyőzték így Chie megkapta Personáját Tomoét.
- Születési ideje: 1994. július 30.
- Japán hangja: Horie Jui[16]
- Angol hangja: Tracey Rooney (Persona 4), Erin Fitzgerald (Persona 4 Arena óta)

Amagi Yukiko (天城 雪子; magyaros átírással Amagi Jukiko)

A szüleinek van egy fogadója az Amagi Inn, ami nagyon népszerű és ezért sokszor ki kell hagynia az iskolát, hogy ott segíthessen, mert ő lesz majd ennek a vezetője. Egy nap Chie felhívja a mobiltelefonján, de nem veszi fel és később a Midnight Channelen is megjelenik királylány ruhában. Ebben elmondja, hogy várja a nézi közül azt a herceget aki majd a kastélyában „kényeztetni” fogja.
Teddienek köszönhetően a barátai rátalálnak. Itt kiderül, hogy ő nem akarja az Amagi Innt vezetni.
Yukiko Shadowját is legyőzik majd ő is megkapja Personáját Konohana Sakuyát.
- Születési ideje: 1994. december 8.
- Japán hangja: Kosimizu Ami[16][17]
- Angol hangja: Amanda Winn-Lee

Kuma (クマ)

A japán játékban Kuma a neve. Ő adja a Főszereplőnek és barátainak azokat a szemüvegeket amikkel átláthatnak a sűrű ködön ami a TV világban van. A japán játékban minden mondata -kumara végződik. A Főszereplőt gyakran Sensei-nek hívja. Teddie folyton gyatra vicceket mond amiken csak Yukiko tud nevetni.
Nem tudja, hogy ki is ő valójában.
Miután megmentik Rise Kujikawát úgy érzi, hogy ő semmire sem jó és előjön a Shadowja. A játék vége felé kiderül, hogy valójában Teddie is egy Shadow csak miután megtanult emberi nyelven beszélni felvette egy mackó alakját, hogy az emberek nem meneküljenek el előle. Miután legyőzik megkapja Personáját Kintoki-Doujit. Ennek köszönhetően már tud harcolni és akkor hagyhatja el a TV világot amikor akarja. Igor elmondja, hogy eddig Teddie volt az egyetlen Shadow aki megjelent a Velvet Roomban.
Később egy fiú alakját veszi fel, hogy az igazi világban is nyugodtan élhessen. Ekkor a japán verzióban Kumada (熊田) lesz a neve, de az angol verziókban Teddie marad a neve. Yosuke lakásában lakik és gyakran segít neki a Junesben.
- Japán hangja: Jamagucsi Kappei[16]
- Angol hangja: Dave Wittenberg (Persona 4), Sam Riegel (Minden játékba)

Tatsumi Kanji  (巽 完二; magyaros átírással Tacumi Kandzsi)

Kanji a Midnight Channel második túlélője. Ki nem állhatja a lányokat. A TV világban egy csak férfiak számára készített szaunában találnak rá.
Kanjinak itt jön elő a Shadowja, majd miután ezt legyőzik megkapja Personáját Take-Mikazuchit.
Azt hitte először Naotoról, hogy fiú és ekkor is lett belé szerelmes, de miután rájön, hogy lány utána is szerelmes marad belé.
Gyakran verekedik és iskolába sem járt amíg a Főszereplő és barátai rá nem vették.
- Születési ideje: 1996. január 19.
- Japán hangja: Szeki Tomokazu[16]
- Angol hangja: Troy Baker (Persona 4, Persona 4 Arena, Persona 4 Golden és a Persona 4: The Animation 1 és 12.rész között), Matthew Mercer (Persona 4: The Animation 13 és 26.rész között, Persona Q: Shadow of the Labyrinth, Persona 4: Arena Ultimax és a Persona 4: Dancing All Night)

Kujikawa Rise (久慈川 りせ; magyaros átírással Kudzsikava Risze)

Őt lehet látni a játék elején egy reklámban amiben egy üdítőitalt népszerűsít. Rise egy tini bálvány volt, de Inabába költözött ahol a nagymamájával él.
Ő is megjelenik a Midnight Channelen, majd később el is tűnik. A Midnight Channelen csak bikini van rajta. Itt elmondja, hogy nemsokára ő lesz az iskola sztárja és „minden” titkát fel fogja fedni.
A TV világban egy sztriptíz klubban találnak rá. Itt jön elő a Shadowja, majd miután legyőzték megkapja Personáját Himikot.
Rise nem harcol hanem a játékos vele analizálhatja az ellenfeleket.
- Születési ideje: 1995. június 1.
- Japán hangja: Kugimija Rie[16][18]
- Angol hangja: Laura Bailey (Minden játékba), Ashly Burch (Dancing All Night)

Shirogane Naoto (白鐘 直斗; magyaros átírással Sirogane Naoto)

Naoto kiskorában elvesztette szüleit és a nagyapja nevelte fel aki egy nyomozó. Később ő is nyomozó lett. Úgy öltözködik mint egy fiú. Inabába azért megy, hogy kivizsgálja a sorozatgyilkosságot. A rendőrök gyerekként kezelték. Eltűnik, majd a Főszereplő egy katonai bázison talál rá a TV világban. A Shadowja Naot testét „módosítani” akarja, hogy egy felnőtt férfi teste legyen.
Naoto zavarban érzi magát amikor rájönnek, hogy ő valójában egy lány. Miután a kórházban kivizsgálják őket Rise megnézi Naoto lapját és amikor meglátja, hogy mekkora Naoto „adottsága” csak annyit mond „biztosan elírták”. Valójában Naotonak van a legnagyobb „adottsága” az iskolában.
- Születési ideje: 1995. április 27.
- Japán hangja: Paku Romi[16][19]
- Angol hangja: Anna Graves (Persona 4, Persona 4 Arena és a Persona 4 Golden), Mary Elizabeth McGlynn (Persona 4: The Animation), Valerie Arem (Persona 4 Arena Ultimax óta)

## Történet
A Persona 4 története 2011. április 11-én kezdődik, 12 hónappal a Persona 3 FES vége után, ami 2010. április 1-jén ért véget.
A főszereplő gyorsan barátokra talál a Yasogami Középiskolában. Az iskolában a Midnight Chanellről beszélgetnek és elhatározzák, hogy este megnézik. A Főszereplő „belenyúl”. Az érkezése után nem sokkal két halott testet találnak a ködös napok után. Az egyik áldozat Mayumi Yamano egy hírbemondó nő akinek testét egy antennán lógva találják meg, a másik pedig Saki Konishi aki a Yasogami Középiskola diákja volt és testét egy villanypóznán találják. A főszereplő és barátai elmennek Yosuke szüleinek a boltjába a Junesbe ahol a főszereplő beviszi a őket a tévébe. A TV világban szinte átláthatatlan a köd. Itt találkoznak Teddievel aki elmondja, hogy embereket dobtak be ebbe a világba. Ezeket a szereplőket a saját „Shadow”-juk (a „másik én”-jük) öli meg. A főszereplő barátainak is meg kell küzdeniük a saját Shadowjukkal, s miután együtt legyőzték azokat, megkapják a Personáikat. Ekkor a kis csapat elhatározza, hogy kideríti, ki áll mindezek mögött. Teddie a csapat tagjainak készít egy szemüveget, amivel átláthatnak a ködön.
A következő hónapokban észreveszik, hogy aki feltűnik a Midnight Channelen, az pár nap múlva el fog tűnni. A csapat minden egyes alkalommal belép a TV világba, hogy megmentse az áldozatot. A megmentettek később csatlakoznak a hozzájuk. Amikor egy tanárt is meggyilkolnak, a csapat megtalálja a gyilkost, de ez nem az a gyilkos, aki a többit is elkövette, ez csak lemásolta azokat.
Miután a főszereplő kap egy fenyegető levelet, leállnak a nyomozással. Majd a csapat rájön, hogy az igazi gyilkos Namatame. Nanako feltűnik a Midnight Channelen és Namatame el is rabolja. Dojima megsérül mikor Namatame teherautóját üldözi. A csapat bemegy a TV világba, legyőzik Namatamét és megmentik Nanakót, aki ezek után kórházba kerül. Ezután A TV világ köde felszáll az „igazi” világba. Namatame elmondja, hogy ő csak meg akarta „menteni” azokat, akiket elrabolt. Itt a játékos eldöntheti, hogy megöli-e Namatamét azzal, hogy belökik a TV-be, de ez a „rossz” megnyeréshez vezet, ahol Nanako nem épül fel és Teddie visszamegy a TV világba. A főhős egy évvel az érkezése után elköltözik Inabából.
Ha a játékos nem öli meg Namatamét, rájön, hogy az első két gyilkossághoz nem volt köze. Ezeket Dojima társa Tohru Adachi követte el. Ekkor kiderül, hogy a ködöt Ameno-Sagiri „okozta”. Elpusztítják Ameno-Sagirit. Ez a „normális” befejezés, ahol a város meg lett mentve, de a Midnight Channel eredete nem lett kiderítve.
Az „igazi” megnyerésben kiderül, hogy mindezek mögött Izanami, egy sintó istennő áll. Izanami minden embert Shadow-vá akart változtatni és a két világot egyesíteni akarta. A főhős legyőzi Izanamit a csapata és a barátai segítségével, majd Izanami felfedi a valódi alakját, Izanami-no-Okamit. A főhős első Personája Izanagi átalakul Izanagi-no-Okamivá, és egyetlen csapással elpusztítja az istennőt. A főhős a következő napon elhagyja a várost, de a TV világból eltűnt a köd, felfedve a gyönyörű helyet, amit Teddie mindig is védelmezni akart.

## Fejlesztés
Az Atlus a Persona 4-et 2008. július 5-én jelentette be az Anime Expo 2008-on.

## Zene
A zene nagy részét Shoji Meguro komponálta, kivéve négy számot, amit Atsushi Kitajoh, és három számot, amit Ryota Kozuka. Az összes számot Shihoko Hirata énekelte és Reiko Tanaka írta. Meguro azt mondta a Pursuing My True Self és a Reach Out to the Truth a szereplők belső konfliktusait akarja megmutatni. Az „Aria of the Soul” számot (a Velvet Roomban hallható, a többi Persona játékban is szerepel) Meguro nem változtatta meg.
A Persona 4 zenéit egy kétlemezes OST-ként adta ki 2008. július 23-án az Aniplex. A Persona 3-ban több modernebb stílusú szám van, addig a Persona 4-ben több „retrósabb”. A Side A lemezt a játékkal adták míg a Side B lemezt az Amazon exkluzív Persona 4 Social Link Expansion Pack-jében volt benne.
| Persona 4 Original Soundtrack, Disc 1 | Persona 4 Original Soundtrack, Disc 1            | Persona 4 Original Soundtrack, Disc 1 | Persona 4 Original Soundtrack, Disc 1 | Persona 4 Original Soundtrack, Disc 1 | Persona 4 Original Soundtrack, Disc 1 | Persona 4 Original Soundtrack, Disc 1 | Persona 4 Original Soundtrack, Disc 1 | Persona 4 Original Soundtrack, Disc 1 | Persona 4 Original Soundtrack, Disc 1 |
|                                       | Cím                                              | Hossz                                 |                                       |                                       |                                       |                                       |                                       |                                       |                                       |
| ------------------------------------- | ------------------------------------------------ | ------------------------------------- | ------------------------------------- | ------------------------------------- | ------------------------------------- | ------------------------------------- | ------------------------------------- | ------------------------------------- | ------------------------------------- |
| 1.                                    | Pursuing My True Self                            | 1:26                                  |                                       |                                       |                                       |                                       |                                       |                                       |                                       |
| 2.                                    | Kioku no katasumi (記憶の片隅)                   | 1:11                                  |                                       |                                       |                                       |                                       |                                       |                                       |                                       |
| 3.                                    | Welcome to the Limousine                         | 0:26                                  |                                       |                                       |                                       |                                       |                                       |                                       |                                       |
| 4.                                    | Subete no hito no dama no shi (全ての人の魂の詩) | 5:38                                  |                                       |                                       |                                       |                                       |                                       |                                       |                                       |
| 5.                                    | New Days                                         | 2:18                                  |                                       |                                       |                                       |                                       |                                       |                                       |                                       |
| 6.                                    | Signs of Love                                    | 3:01                                  |                                       |                                       |                                       |                                       |                                       |                                       |                                       |
| 7.                                    | Mayonaka-terebi (マヨナカテレビ)                 | 1:18                                  |                                       |                                       |                                       |                                       |                                       |                                       |                                       |
| 8.                                    | Your Affection                                   | 2:52                                  |                                       |                                       |                                       |                                       |                                       |                                       |                                       |
| 9.                                    | Like a Dream Come True                           | 2:37                                  |                                       |                                       |                                       |                                       |                                       |                                       |                                       |
| 10.                                   | Soko ni iru no wa dare? (そこにいるのは誰?)      | 1:52                                  |                                       |                                       |                                       |                                       |                                       |                                       |                                       |
| 11.                                   | Reach Out To The Truth -First Battle-            | 2:57                                  |                                       |                                       |                                       |                                       |                                       |                                       |                                       |
| 12.                                   | SMILE                                            | 3:23                                  |                                       |                                       |                                       |                                       |                                       |                                       |                                       |
| 13.                                   | Backside of the TV                               | 2:54                                  |                                       |                                       |                                       |                                       |                                       |                                       |                                       |
| 14.                                   | Suiri (推理)                                     | 3:22                                  |                                       |                                       |                                       |                                       |                                       |                                       |                                       |
| 15.                                   | Castle                                           | 2:38                                  |                                       |                                       |                                       |                                       |                                       |                                       |                                       |
| 16.                                   | Kyōki no kyōkaisen (狂気の境界線)                | 2:19                                  |                                       |                                       |                                       |                                       |                                       |                                       |                                       |
| 17.                                   | I'll Face Myself -Battle-                        | 3:00                                  |                                       |                                       |                                       |                                       |                                       |                                       |                                       |
| 18.                                   | I'll Face Myself                                 | 2:41                                  |                                       |                                       |                                       |                                       |                                       |                                       |                                       |
| 19.                                   | Muscle Blues                                     | 1:29                                  |                                       |                                       |                                       |                                       |                                       |                                       |                                       |
| 20.                                   | It's SHOW TIME!                                  | 0:51                                  |                                       |                                       |                                       |                                       |                                       |                                       |                                       |
| 21.                                   | Hito-no otto (人の夫)                            | 1:40                                  |                                       |                                       |                                       |                                       |                                       |                                       |                                       |
| 22.                                   | Kerorin MAGIC! (ケロリンMAGIC!)                  | 1:04                                  |                                       |                                       |                                       |                                       |                                       |                                       |                                       |
| 23.                                   | Sauna                                            | 2:04                                  |                                       |                                       |                                       |                                       |                                       |                                       |                                       |
| 24.                                   | Kakusei (覚醒)                                   | 1:24                                  |                                       |                                       |                                       |                                       |                                       |                                       |                                       |
| 25.                                   | Reach Out to the Truth                           | 2:48                                  |                                       |                                       |                                       |                                       |                                       |                                       |                                       |
| 57:15                                 |                                                  |                                       |                                       |                                       |                                       |                                       |                                       |                                       |                                       |

| Persona 4 Original Soundtrack, Disc 2 | Persona 4 Original Soundtrack, Disc 2         | Persona 4 Original Soundtrack, Disc 2 | Persona 4 Original Soundtrack, Disc 2 | Persona 4 Original Soundtrack, Disc 2 | Persona 4 Original Soundtrack, Disc 2 | Persona 4 Original Soundtrack, Disc 2 | Persona 4 Original Soundtrack, Disc 2 | Persona 4 Original Soundtrack, Disc 2 | Persona 4 Original Soundtrack, Disc 2 |
|                                       | Cím                                           | Hossz                                 |                                       |                                       |                                       |                                       |                                       |                                       |                                       |
| ------------------------------------- | --------------------------------------------- | ------------------------------------- | ------------------------------------- | ------------------------------------- | ------------------------------------- | ------------------------------------- | ------------------------------------- | ------------------------------------- | ------------------------------------- |
| 1.                                    | Reach Out to the Truth -Instrumental Version- | 1:32                                  |                                       |                                       |                                       |                                       |                                       |                                       |                                       |
| 2.                                    | Specialist                                    | 2:13                                  |                                       |                                       |                                       |                                       |                                       |                                       |                                       |
| 3.                                    | Theater                                       | 1:53                                  |                                       |                                       |                                       |                                       |                                       |                                       |                                       |
| 4.                                    | Heartbeat, Heartbreak                         | 2:15                                  |                                       |                                       |                                       |                                       |                                       |                                       |                                       |
| 5.                                    | Youthful Lunch                                | 1:42                                  |                                       |                                       |                                       |                                       |                                       |                                       |                                       |
| 6.                                    | Game                                          | 2:39                                  |                                       |                                       |                                       |                                       |                                       |                                       |                                       |
| 7.                                    | ZONE TIME                                     | 1:33                                  |                                       |                                       |                                       |                                       |                                       |                                       |                                       |
| 8.                                    | A New World Fool                              | 4:18                                  |                                       |                                       |                                       |                                       |                                       |                                       |                                       |
| 9.                                    | 霧 (Kiri)                                     | 3:56                                  |                                       |                                       |                                       |                                       |                                       |                                       |                                       |
| 10.                                   | Period                                        | 1:01                                  |                                       |                                       |                                       |                                       |                                       |                                       |                                       |
| 11.                                   | ジュネスのテーマ (Junesu no tēma)             | 1:39                                  |                                       |                                       |                                       |                                       |                                       |                                       |                                       |
| 12.                                   | 心の力(P4 ver.) (Kokoro no chikara)           | 1:59                                  |                                       |                                       |                                       |                                       |                                       |                                       |                                       |
| 13.                                   | The Path is Open (Persona 4 Version)          | 1:50                                  |                                       |                                       |                                       |                                       |                                       |                                       |                                       |
| 14.                                   | 夢想曲 (Musō kyoku)                           | 2:23                                  |                                       |                                       |                                       |                                       |                                       |                                       |                                       |
| 15.                                   | How Much?                                     | 1:20                                  |                                       |                                       |                                       |                                       |                                       |                                       |                                       |
| 16.                                   | Secret Base                                   | 2:30                                  |                                       |                                       |                                       |                                       |                                       |                                       |                                       |
| 17.                                   | Heaven                                        | 3:00                                  |                                       |                                       |                                       |                                       |                                       |                                       |                                       |
| 18.                                   | Alone                                         | 2:00                                  |                                       |                                       |                                       |                                       |                                       |                                       |                                       |
| 19.                                   | 推理-another version- (Suiri)                 | 0:44                                  |                                       |                                       |                                       |                                       |                                       |                                       |                                       |
| 20.                                   | Long Way                                      | 2:24                                  |                                       |                                       |                                       |                                       |                                       |                                       |                                       |
| 21.                                   | Omen                                          | 0:54                                  |                                       |                                       |                                       |                                       |                                       |                                       |                                       |
| 22.                                   | 回廊 (Kairō)                                  | 2:20                                  |                                       |                                       |                                       |                                       |                                       |                                       |                                       |
| 23.                                   | The Almighty                                  | 4:39                                  |                                       |                                       |                                       |                                       |                                       |                                       |                                       |
| 24.                                   | The Genesis                                   | 7:51                                  |                                       |                                       |                                       |                                       |                                       |                                       |                                       |
| 25.                                   | I'll Face Myself -Another Version-            | 1:44                                  |                                       |                                       |                                       |                                       |                                       |                                       |                                       |
| 26.                                   | Never More                                    | 6:40                                  |                                       |                                       |                                       |                                       |                                       |                                       |                                       |
| 27.                                   | Electronica In the Velvet Room                | 4:45                                  |                                       |                                       |                                       |                                       |                                       |                                       |                                       |
| 1:11:45                               |                                               |                                       |                                       |                                       |                                       |                                       |                                       |                                       |                                       |

| Persona 4 Soundtrack Selection Side A | Persona 4 Soundtrack Selection Side A | Persona 4 Soundtrack Selection Side A | Persona 4 Soundtrack Selection Side A | Persona 4 Soundtrack Selection Side A | Persona 4 Soundtrack Selection Side A | Persona 4 Soundtrack Selection Side A | Persona 4 Soundtrack Selection Side A | Persona 4 Soundtrack Selection Side A | Persona 4 Soundtrack Selection Side A |
|                                       | Cím                                   | Hossz                                 |                                       |                                       |                                       |                                       |                                       |                                       |                                       |
| ------------------------------------- | ------------------------------------- | ------------------------------------- | ------------------------------------- | ------------------------------------- | ------------------------------------- | ------------------------------------- | ------------------------------------- | ------------------------------------- | ------------------------------------- |
| 1.                                    | Pursuing My True Self                 | 1:27                                  |                                       |                                       |                                       |                                       |                                       |                                       |                                       |
| 2.                                    | Aria of the Soul                      | 5:38                                  |                                       |                                       |                                       |                                       |                                       |                                       |                                       |
| 3.                                    | New Days                              | 2:17                                  |                                       |                                       |                                       |                                       |                                       |                                       |                                       |
| 4.                                    | Your Affection                        | 2:52                                  |                                       |                                       |                                       |                                       |                                       |                                       |                                       |
| 5.                                    | Who's There?                          | 1:53                                  |                                       |                                       |                                       |                                       |                                       |                                       |                                       |
| 6.                                    | Reach out to the Truth -Inst version- | 1:32                                  |                                       |                                       |                                       |                                       |                                       |                                       |                                       |
| 7.                                    | Castle                                | 2:39                                  |                                       |                                       |                                       |                                       |                                       |                                       |                                       |
| 8.                                    | Border of Insanity                    | 2:19                                  |                                       |                                       |                                       |                                       |                                       |                                       |                                       |
| 9.                                    | I'll Face Myself -Battle-             | 3:01                                  |                                       |                                       |                                       |                                       |                                       |                                       |                                       |
| 10.                                   | Muscle Blues                          | 1:27                                  |                                       |                                       |                                       |                                       |                                       |                                       |                                       |
| 11.                                   | Sauna                                 | 2:04                                  |                                       |                                       |                                       |                                       |                                       |                                       |                                       |
| 12.                                   | Striptease                            | 1:54                                  |                                       |                                       |                                       |                                       |                                       |                                       |                                       |
| 13.                                   | Heartbeat, Heartbreak                 | 2:15                                  |                                       |                                       |                                       |                                       |                                       |                                       |                                       |
| 14.                                   | Game                                  | 2:40                                  |                                       |                                       |                                       |                                       |                                       |                                       |                                       |
| 15.                                   | A New World Fool                      | 4:20                                  |                                       |                                       |                                       |                                       |                                       |                                       |                                       |
| 16.                                   | Reach out to the Truth                | 2:48                                  |                                       |                                       |                                       |                                       |                                       |                                       |                                       |
| 17.                                   | Junes Theme                           | 1:42                                  |                                       |                                       |                                       |                                       |                                       |                                       |                                       |
| 18.                                   | Traumerei                             | 2:23                                  |                                       |                                       |                                       |                                       |                                       |                                       |                                       |
| 19.                                   | Secret Base                           | 2:33                                  |                                       |                                       |                                       |                                       |                                       |                                       |                                       |
| 20.                                   | Heaven                                | 3:01                                  |                                       |                                       |                                       |                                       |                                       |                                       |                                       |
| 21.                                   | Deduction -another version-           | 0:44                                  |                                       |                                       |                                       |                                       |                                       |                                       |                                       |
| 22.                                   | Long Way                              | 2:24                                  |                                       |                                       |                                       |                                       |                                       |                                       |                                       |
| 23.                                   | The Almighty                          | 4:40                                  |                                       |                                       |                                       |                                       |                                       |                                       |                                       |
| 24.                                   | Never More                            | 6:37                                  |                                       |                                       |                                       |                                       |                                       |                                       |                                       |
| 1:05:05                               |                                       |                                       |                                       |                                       |                                       |                                       |                                       |                                       |                                       |

| 1.  | Reach Out to the Truth -First Battle- |  |
| 2.  | Strength of Heart (P4 ver.)           |  |
| 3.  | Welcome to the Limousine              |  |
| 4.  | Signs of Love                         |  |
| 5.  | Midnight Channel                      |  |
| 6.  | Like a Dream Come True                |  |
| 7.  | Smile                                 |  |
| 8.  | I'll Face Myself                      |  |
| 9.  | It's Showtime!                        |  |
| 10. | Someone Else's Man                    |  |
| 11. | Quelorie Magic!                       |  |
| 12. | Awakening                             |  |
| 13. | Specialist                            |  |
| 14. | Youthful Lunch                        |  |
| 15. | Studio Backlot                        |  |
| 16. | Deduction                             |  |
| 17. | Zone Time                             |  |
| 18. | The Fog                               |  |
| 19. | Results                               |  |
| 20. | The Path is Open (P4 ver.)            |  |
| 21. | How Much?                             |  |
| 22. | Alone                                 |  |
| 23. | Omen                                  |  |
| 24. | Corridor                              |  |
| 25. | The Genesis                           |  |
| 26. | I'll Face Myself -another version-    |  |
| 27. | Glimpse of a Memory                   |  |
| 28. | Electronica of the Soul               |  |

## Kritikák
| Publikáció                   | Pont         |              |
| ---------------------------- | ------------ | ------------ |
| IGN                          | 9.0          |              |
| 1UP                          | A+           |              |
| Famitsu                      | 33/40        |              |
| GameSpot                     | 9.0          |              |
| GamePro                      | 5/5          |              |
| Edge                         | 9/10         |              |
| GameZone                     | 8.7/10       |              |
| Wired                        | 10/10        |              |
| XPlay                        | 4/5          |              |
| 576 KByte                    | 9,5          |              |
| Átfogó cikket közlő weboldal | Összpontszám | Összpontszám |
| Metacritic                   | 90/100       |              |

A Persona 4 jó kritikákat kapott Japánban és a világ többi pontján is. 560 000 darabot adtak el belőle világszerte, így ez lett az eddigi legsikeresebb Megami Tensei játék. A Persona 4 a Famitsu Awards 2008-on a „PlayStation 2 Game Prize” díjat kapta meg.
A magyar 576 KByte 2009 februári számában a hónap játéka lett 9,5 ponttal.

## Manga
A Persona 4 mangáját Shūji Sogabe írta, és a Dengeki Black Maoh magazinban jelent meg 2008. szeptember 19-én.